# Contea di Dubois
La contea di Dubois (in inglese Dubois County) è una contea dello Stato dell'Indiana, negli Stati Uniti. La popolazione al censimento del 2000 era di 39 674 abitanti. Il capoluogo di contea è Jasper.